# Kaspar Karampetian
 (décembre 2019).
 (juillet 2023).
Si vous disposez d'ouvrages ou d'articles de référence ou si vous connaissez des sites web de qualité traitant du thème abordé ici, merci de compléter l'article en donnant les références utiles à sa vérifiabilité et en les liant à la section « Notes et références ».
Kaspar Karampetian, né à Athènes le 29 janvier 1948, est un homme politique et une personnalité publique arménienne. Il est le président de la Fédération euro-arménienne pour la justice et la démocratie.

## Biographie
Né le 29 janvier 1948 à Athènes, Grèce, Kaspae Karampetian fait ses études à l'école primaire nationale de Neos Kosmos. Il poursuit ensuite ses études au collège Nshan Palandjian Djemaran à Beyrouth. Il est diplômé du département d'histoire et de culture européenne de l'université libre de Grèce.

## Carrière
De 1967 à 1996, il est chef de la division de l'importation, de l'exportation et des relations publiques dans une entreprise de commerce spécialisée dans la technologie à Athènes. Durant cette période, il exerce également en tant que président du bureau central de l'Union de la jeunesse de la FRA de Grèce (1976-1983).
À la suite de cela, il est chancelier du prélat arménien orthodoxe de Grèce jusqu'en 2007 et parallèlement il exerce comme membre de la commission économique du Comité national de Grèce entre 1998 et 2007. Il est également responsable du Comité de supervision de la mise en œuvre des programmes d'Hellenic AID de Grèce à l'Arménie de 2004 à 2010.
Karampetian poursuit dans sa défense de la cause arménienne en prenant le poste de président du Comité de la défense de la cause arménienne de 1992 à 1996 puis à nouveau en 2011. S'ensuit un passage au conseil d'administration de la Fédération euro-arménienne pour la justice et la démocratie (FEAJD) en tant que membre (2003 à 2011) puis en tant que président (2012).
Kaspar Karampetian est élu membre du Comité central de la FRA en Grèce plusieurs fois. Il publie de nombreux articles dans le quotidien grec Azad or. Il est l'auteur d'études historiques dans les périodiques grecs To Vima et Armenika.

## Récompenses
- 2005 : Citoyen d'honneur de la ville de Noyemberyan
- 2014 : Décoré de l'ordre Vachagan Barepasht par Bako Sahakian[3]
- 2014 : Décoré de l'ordre Mkhitar Gosh par Serj Sargsian[4]
- 2014 : Diplômé par le président de l'Assemblée nationale de la République d'Arménie
- 2018 : Décoré de l'Ordre Mesrop Mashtots